# Bohdanivka, Berdîciv
Bohdanivka (în ucraineană Богданівка) este un sat în comuna Ozadivka din raionul Berdîciv, regiunea Jîtomîr, Ucraina.

## Demografie
Componența lingvistică a localității Bohdanivka
     Ucraineană (93,75%)
     Rusă (6,25%)
Conform recensământului din 2001, majoritatea populației localității Bohdanivka era vorbitoare de ucraineană (93,75%), existând în minoritate și vorbitori de rusă (6,25%).